# José Filipe do Carmo Colaço
José Filipe do Carmo Colaço (Margão, 14 de julho de 1910 — Margão, 1 de janeiro de 1991) foi um prelado da Igreja Católica goês, bispo-emérito de Santiago de Cabo Verde.

## Biografia
Foi ordenado padre em 22 de setembro de 1934. Era reitor do Seminário de Goa quando foi nomeado Bispo de Santiago de Cabo Verde, pelo Papa Pio XII em 28 de março de 1956. Recebeu a ordenação episcopal das mãos de D. José da Costa Nunes, arcebispo-emérito de Goa e Damão, coadjuvado por D. José Vieira Alvernaz, arcebispo de Goa e Damão e D. Manuel Maria Ferreira da Silva, S.M.P., bispo-auxiliar de Goa e Damão.
Durante a sua prelazia, D. José Filipe do Carmo continuou o trabalho da organização episcopal da Diocese, como a reabertura do Seminário diocesano na ilha de Santiago em 1957, auxiliando as ordens religiosas e criando obras para as crianças e pela formação, como a Escola tipográfica da Brava em 1959, a Marcenaria em São Nicolau, a Escola Salesiana de São Vicente e a Casa Materna de São Filipe da Brava.
Resignou do governo da diocese em 21 de abril de 1975, poucos dias antes da declaração de independência de Cabo Verde e retornou a Margão, onde veio a falecer em 1 de janeiro de 1991.